# Brada ochotensis
Brada ochotensis är en ringmaskart. Brada ochotensis ingår i släktet Brada och familjen Flabelligeridae. Inga underarter finns listade i Catalogue of Life.